# Berenice I
Berenice I (ca. 340 a.C. — entre 279 e 274 a.C.) foi a primeira rainha da Dinastia Ptolomaica, esposa de Ptolomeu I Sóter, e também a mãe do rei Magas de Cirene, da Rainha Antígona do Epiro, possivelmente da Rainha Texena de Siracusa, da Rainha Arsínoe II do Egito, do rei ptolemaico faraó Ptolomeu II Filadelfos e da princesa Filotera.
Sua família, assim como a de Ptolemeu I Sóter, era de Eordeia. Berenice nasceu em 340 a.C.,[carece de fontes?] filha de Magas e Antígona; sua mãe era filha de Cassandro, irmão de Antípatro. Ela era prima de Eurídice, filha de Antípatro.
Ela foi vencedora em uma competição de corrida de carros, nos Jogos Nemeus.
Por volta de 325 a.C.,[carece de fontes?] casou-se com um nobre macedônio chamado Filipe, com quem teve pelo menos dois filhos, Magas (futuro Magas de Cirene)  e Antígona, e provavelmente uma terceira, Texena.
Em 321 a.C.,[carece de fontes?] quando Ptolomeu I Sóter se casou com Eurídice, filha de Antípatro, ela foi junto com Eurídice para o Egito. Enquanto Ptolomeu I Sóter estava casado com Eurídice, ele tomou Berenice como concubina, casando-se com ela em 316 a.C., no mesmo ano em que a filha mais velha do casal, Arsínoe II nasceu. Nos anos seguintes, Ptolomeu I elevou Berenice à primeira esposa, preterindo Eurídice. Quando Ptolomeu I Sóter se tornou faraó do Egito em 305 a.C., foi Berenice quem ele escolheu como sua rainha consorte.
Ptolomeu I Sóter e Berenice tiveram três filhos, Ptolomeu II Filadelfos, Arsínoe II e Filotera, preferindo estes para a sucessão aos filhos de Eurídice. Também nomeou o novo porto que havia construído no Mar Vermelho de “Berenice”.
Texena, uma princesa do Egito casada como Agátocles de Siracusa, poderia ser sua filha; não há registro sobre quem foram os pais de Texena, e historiadores modernos propõem que ela poderia ser filha de Berenice e Filipe, filha de Ptolemeu I Sóter ou mesmo filha de Menelau, irmão de Ptolemeu.
Por sua influência, seu filho Magas foi nomeado por Ptolomeu II Filadelfo (meio-irmão de Magas) o governador de Cirene. Tal era a sua influência que seu genro, o rei Pirro de Epiros, também deu o nome de “Berenicis” a uma nova cidade. Foi vitoriosa numa corrida de bigas nos Jogos Olímpicos de uma Olimpíada desconhecida.
Filadelfos decretou honras divinas à sua mãe na sua morte, por volta de 280-270 A.E.C. Foi incluída no culto da dinastia com Ptolomeu I Sóter, por Ptolomeu IV em 215/4 A.E.C. como Deuses Salvadores, Qeoi Swthre V.

## Descendência
- Magas, filho de seu primeiro casamento com Filipe,[2] foi nomeado rei de Cirene em cerca de 300 a.C., em 275 a.C. [carece de fontes?] se casou com Apama,[7] (também chamada de Arsínoe por Justino), filha de Antíoco I Sóter [7][8] e Estratonice,[8] reis da Síria. Teve apenas uma filha, Berenice II, [9] a quem deixou o reino de Cirene, ao qual assumiu ainda adolescente. Berenice se casaria com Ptolemeu III Evérgeta e se tornaria também rainha do Egito.[9]
- Antigona do Epiro, filha de seu primeiro casamento com Filipe,[4] primeira esposa do Rei Pirro de Epiro, com quem teve 2 filhos, Ptolemeu e Olímpia. Seu filho Ptolomeu viria a ser o co-regente de Pirro. Sua filha Olímpia se casaria com seu meio-irmão Alexandre II de Epiro, e juntos sucederiam o pai no trono de Epiro. Os filhos de Olímpia foram os reis Pirro II de Epiro, Ptolemeu de Epiro e Fítia, esposa de Demétrio II da Macedónia.
- Texena, possivelmente sua filha com Ptolemeu I Sóter, foi a ultima esposa de Agátocles de Siracusa, e após a morte do marido, voltou ao Egito com seus filhos ainda crianças, Arcágatos e Texena. F. W. Walbank, em Commentaries on Polybius II, sugere que Agátocles e sua irmã Agatocleia, respectivamente 1º ministro e amante de Ptolomeu IV, seriam descendentes de Texena.
- Arsínoe II, filha de Ptolemeu I Sóter, rainha da Trácia, da Macedónia e do Egito. Seu primeiro marido foi Lisímaco da Trácia, com quem teve 3 filhos, Ptolomeu de Telmesso, Lisímaco e Filipe. Seu segundo marido foi seu meio-irmão Ptolomeu Cerauno. E por ultimo, seu terceiro marido seria seu irmão caçula, Ptolomeu II Filadelfo. Arsínoe II é tida como a segunda mais importante rainha da dinastia ptolemaica, ficando atrás apenas de Cleópatra VII
- Ptolemeu II Filadelfo, filho de Ptolemeu I Sóter e sucessor do pai no trono do Egito. Casou-se com Arsínoe (filha de Lisímaco), com quem teve Ptolomeu III Evérgeta, Lisímaco e Berenice Sira, rainha da Síria, esposa de Antíoco II. Casou-se também com sua irmã Arsínoe II, o que motivou seu nome Filadelfo (do grego Philadelphoi: irmãos no amor), dando início à tradição de casamentos incestuosos da dinastia. Teria ainda um quarto filho com uma concubina, Ptolomeu Andromaco.
- Filotera, filha de Ptolemeu I Sóter, foi a única filha de Ptolomeu que não se casou. Mas acredita-se que estivesse viva durante o reinado de seus irmãos Ptolomeu II Filadelfo e Arsínoe II. Filotera foi deificada ao lado de Arsínoe II no final do reinado de Ptolemeu II Filadelfo.